# GPRS
GPRS(General Packet Radio Service)는 GSM(Global System for Mobile Communications)망을 기반으로 데이터 트래픽을 전송하기 위해서 확장된 개념의 2.5세대 이동통신 표준으로써, 무선 인터넷과 영상통신의 서비스가 추가된 개념이다.

## 같이 보기
- GSM